# 国分層群

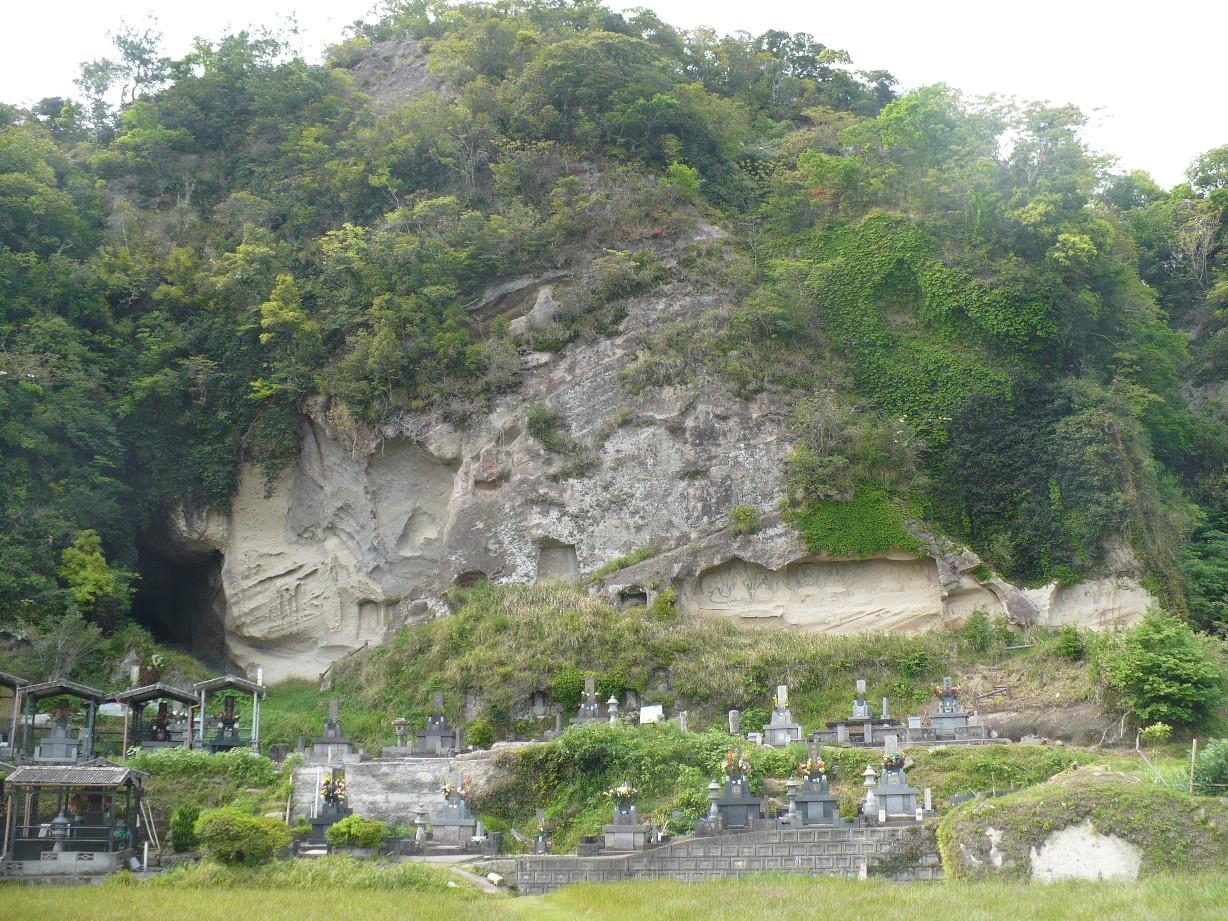
天福寺磨崖仏（姶良町）。凝灰角礫岩からなる鍋倉火砕流堆積物に彫刻されていた。

国分層群（こくぶそうぐん）は、九州南部の鹿児島湾北部沿岸付近に分布する堆積岩、礫、砂、泥などからなる地層群の総称である。中期更新世の78万年前から50万年前にかけて、当時の浅い海底または湖沼すなわち鹿児島湾の原型となる地溝に堆積した土砂や火山噴出物を主な起源とする。

## 分布と構造
国分平野西側のシラス台地（十三塚原）、および姶良平野を囲む丘陵の下層部を構成する。「国分」と名付けられているものの、かつての国分市内で露出する場所はない。
姶良平野の西に聳える赤崩山塊の中腹、海抜200メートル以上の場所にも露出しており、この地域で急速な隆起があったことを示している。
下部の地質
四万十層群の上に重なる安山岩、流紋岩、玄武岩などの火山岩（加治木安山岩類）が基盤となっている。
加治木層（かじきそう）
国分層群の最下層部にあたる。姶良平野の東端部から北部にかけて露出する。泥や砂からなり、最大厚さは100メートル以上。海に棲む貝類や軟体動物、有孔虫、大型植物、魚類、昆虫類などの化石を含む。
鍋倉層（なべくらそう）
姶良平野中部の別府川流域に露出する。最大厚さ60メートルの火砕流堆積物（鍋倉火砕流堆積物）と、軽石やスコリアを含む砂礫層からなり、湯湾岳などにおいて安山岩の貫入も見られる。
蒲生層（かもうそう）
姶良平野中部の別府川流域に露出する。泥や砂からなる。淡水に棲む珪藻類や大型植物の化石が見られる。
小浜層（おばまそう）
国分平野と姶良平野に挟まれた霧島市隼人町小浜付近にわずかに露出する。厚さ12メートル程度の火砕流堆積物と最大厚さ25メートルの軽石を含む砂礫層からなる。
朝日層（あさひそう）
国分平野西側から隼人町小浜にかけての十三塚原南側斜面に露出する。砂や泥を含み、最大厚さは40メートル。
小田層（おだそう）
国分平野南西端付近と姶良平野北東部付近に露出する。最大厚さ60メートルの凝灰角礫岩を含む火砕流堆積物（小田火砕流堆積物）と砂礫層からなる。
隼人層（はやとそう）
国分平野西側から姶良平野西端部にかけて広く分布する。最大厚さは40メートルあり、砂、泥、礫からなる。姶良平野西部には火砕流堆積物が挟まれている場所がある。
麓層（ふもとそう）
姶良平野西部に露出する。最大厚さは25メートルあり、礫や泥の層を含む。植物や海に棲む貝類の化石が含まれる。国分層群の最上層部にあたる。
上部の地質
吉田貝化石層と呼ばれる貝類の化石を多く含む地層や、50万年前に小林カルデラ（小林盆地）から噴出した小林火砕流堆積物などに覆われている。その上には33万年前に加久藤カルデラ（加久藤盆地）から噴出した加久藤火砕流堆積物、11万年前に阿多カルデラから噴出した阿多火砕流堆積物、2万5千年前に姶良カルデラから噴出した入戸火砕流堆積物などが積み重なっている。

## 研究史
1950年、伊田一善らが国分平野付近に分布する第四紀堆積岩を国分層群と命名した。1950年代に沢村孝之助や太田良平が調査を行っている。一方、1970年代に露木利貞らが隼人町に分布する地層を国分層と命名し、長谷義隆が国分層を加治木層と国分層に区分けしている。1980年代に西井上剛と大塚裕之が再定義し、永野層や加治木安山岩類を覆い、清水流紋岩や吉田貝化石層などに覆われる第四紀の堆積岩や安山岩類とした。